# Apachekolos crinita
Apachekolos crinita är en tvåvingeart som beskrevs av Martin 1957. Apachekolos crinita ingår i släktet Apachekolos och familjen rovflugor. Inga underarter finns listade i Catalogue of Life.